# Mycetophila humboldti
Mycetophila humboldti är en tvåvingeart som beskrevs av Lane 1948. Mycetophila humboldti ingår i släktet Mycetophila och familjen svampmyggor. Inga underarter finns listade i Catalogue of Life.